# 愛明內斯庫撞擊坑
愛明內斯庫撞擊坑（英語：Eminescu）是水星上一個有多環結構的撞擊坑，直徑125公里。因為在該撞擊坑上形成的其他隕石坑非常少，因此推測它是10億年前形成的年輕撞擊坑。愛明內斯庫撞擊坑和拉德特拉迪撞擊坑相當類似，其地貌是介於更大的複雜撞擊盆地和較小的只有中間峰的撞擊坑轉換之間。
愛明內斯庫撞擊坑的噴發物和鍊狀的次級撞擊坑從撞擊坑環向外延伸了該撞擊坑約一倍半徑遠的距離。該撞擊坑沒有明亮或陰暗的射紋系統，並且它的高程高於周圍受到大量隕石撞擊的平原。該撞擊坑壁因為滑移而形成了一塊由明亮物質形成的區域。它的坑底有相當複雜的結構，其中包含了噴發物沉積，撞擊熔融和可能由火山溢流噴發形成的區域。
愛明內斯庫撞擊坑偏藍的明亮中間峰形態是一個圓形的環峰（Peak ring）。該山峰的顏色相當不尋常，類似其他水星撞擊坑底部的明亮沉積物。在撞擊坑環峰內部和外部的坑底都被海灣狀分布的暗色平坦物質覆蓋。這些平原可能是因為火山活動而形成。距離環峰較遠，靠近坑壁的坑底區域則是被明亮的物質覆蓋。而這些區域還可再分為東北角平坦的明亮平原和其他崎嶇的區域。明亮的區域可能是因為撞擊熔融形成。
該撞擊坑以羅馬尼亞詩人米哈伊·愛明內斯庫命名